# Liste des évêques de Castellammare di Stabia
Cet liste recense les évêques qui se sont succédé sur le siège de Castellammare di Stabia. En 1986, il est uni à l'archidiocèse de Sorrente pour donner l'archidiocèse de Sorrente-Castellammare di Stabia.

## Évêques
- Ours (mentionné en 499)
- Lorenzo (600-612)
- Iuventino (mentionné en 649)
- Saint Catelle (VIIe siècle)
- Sergio Ier (?)
- Stefano (mentionné en 982)
- Cennamo (mentionné en 1010)
- Gregorio Ier (mentionné en 1025)
- Gregorio II (mentionné en 1085)
- Gregorio III (mentionné en 1110)
- Sergio II (mentionné en 1120)
- Giovanni Ier (mentionné en 1141)
- Palmerio (1196-1230)
- Anonyme (mentionné en 1238)
- Giovanni II (1252-1272)
- Teobaldo, O.F.M (1283-1295), nommé évêque de Terracine
- Andrea (mentionné en 1309)
- Pietro (1315-1324)
- Landolfo Caracciolo, O.F.M (1327-1331), nommé évêque d'Amalfi
- Matteo d'Alagno (1331- ?)
- Paolo d'Aliano (1362-1370)
- Marino del Giudice (1370-1373), nommé évêque de Cassano
- Ugo Terrissonio, O.P (1373-1380), déposé
- Giuliano, O.F.M (1380-1388), nommé évêque de Nicastro
- Gentile de Tufo (1392-1392)
- Antonio Arcamone, O.P (1392-1399)
- Giacomo Gallucci, O.P (1399-1402)
- Marino di Sant'Agata (1402-1402), nommé évêque de Terracine
  - Siège vacant (1402-1421)
- Luigi Certa (1421-1443)
- Felice Fajadelli O.P (1444-1446)
- Ludovico Certa (1446-1447)
- Nicola Anfora (1447-1496)
- Antonio Flores (1496-1510)
- Pedro Flores (1503-1537), nommé évêque de Gaète
- Juan Fonseca (1537-1559)
- Antonio Lauro (1562-1577)
- Ludovico Majorino (1581-1591)
- Giovanni Trulles de Myra (1591-1596), nommé archevêque d'Acerenza et Matera
  - Siège vacant (1596-1599)
- Vittorino Mansi (1599-1600)
- Jerónimo Bernardo de Quirós, O.Praem (1601-1604), nommé évêque de Pouzzoles
- Ippolito Riva, C.R (1605-1627)
- Annibale Mascambruno (1627-1645)
- Andrea Massa (1645-1651), nommé évêque de Gallipoli
- Clemente del Pezzo (1651-1653)
- Juan de Paredes, (1655-1662), nommé évêque de Gaète
- Pietro Gambacorta, C.R (1662-1676)
- Lorenzo Mayers Caramuel, O. de M (1676-1678), nommé évêque de Gaète
- Salvatore Scaglione, O.Carm (1678-1680)
- Francesco de Mandietta, O.SS.T (1682-1683)
- Annibale de Petropaolo (1684-1705)
  - Siège vacant (1705-1713)
- Biagio de Dura (1713-1722), nommé évêque de Potenza
- Pietro Savastano, O.F.M.Ref (1722-1727)
- Tommaso Di Grazia (1727-1729)
- Tommaso Falcoia, P.O (1730-1743)
- Pio Tommaso Milante (1743-1749)
- Giuseppe Coppola (1749-1767)
- Tommaso Mazza (1768-1787)
  - Siège vacant (1787-1792)
- Ferdinando Crispo Doria (1792-1800)
  - Siège vacant (1800-1818)
- Bernardo della Torre (1818-1820)
- Francesco Colangelo, C.O (1821-1836)
- Angelo Maria Scanzano (1837-1849)
- Francesco Petagna (1850-1878)
- Vincenzo Maria Sarnelli (1879-1897), nommé archevêque de Naples
- Michele de Jorio (1898-1921)
- Uberto Maria Fiodo (1922-1923)
- Pasquale Ragosta (1925-1936), nommé évêque titulaire de Dioclée (de)
- Federico Emmanuel, S.D.B (1936-1952)
- Agostino D'Arco (1952-1966)
  - Siège vacant (1966-1971)
- Raffaele Pellecchia (1971-1977)
- Antonio Zama (1977-1986), nommé archevêque de Sorrente-Castellammare di Stabia